# Living Brain
Living Brain är en fiktiv karaktär i serien om Spindelmannen.

## Historia
Living Brain är egentligen en stor grön robot med armar och ben som i princip kan räkna ut och göra vad som helst. Den byggdes av datorföretaget IMC men stals av två småtjuvar som använde den till butiksrån. När Spindelmannen kommer på dem under ett rån beordrar de roboten att döda Spindelmannen.
Roboten som lyder tjuvarnas order börjar att slåss med Spindelmannen som gör misstaget att underskatta maskinens snabbhet. Därmed får han ett hårt slag i sidan av robotens metallarm och flyger in i en trävägg som ramlar ihop över honom. Roboten kör ner sin andra arm bland träbrädorna som ramlade ner över Spindelmannen och hindrar honom från att hoppa undan från dess arm som griper tag i honom för att krama ihjäl honom. De två småtjuvarna ser att Spindelmannen är fångad och slås av tanken hur mycket en supertjuv skulle betala för honom. De beordrar därmed roboten som har Spindelmannen låst i ett hårt grepp att ta med honom till deras gömställe och bura in honom.
Men innan de hinner ge sig av därifrån kommer Black Cat förbi och ser att hennes gamla pojkvän befinner sig i fara. Hon ger sig därmed dit och lyckas besegra roboten som bara kan slåss med en arm eftersom den har Spindelmannen i den andra. När roboten väl är besegrad tar hon kontroll över den och beordrar den att släppa Spindelmannen. Därefter tar de tillbaka roboten till IMC där den hör hemma.

## Vapen, krafter och egenskaper
Living Brain är snabbare och starkare än vad den ser ut att vara och har två armar som kan fungera som stålklubbor.